# Маєток Лібермана (Київ)
Маєток (особняк) Лі́бермана — пам'ятка історії, мистецтва й архітектури місцевого значення в Києві на Банковій вулиці, 2. Особняк збудував у 1879 році архітектор Володимир Ніколаєв, що в 1896 році перебудував його на замовлення київського купця й цукрозаводчика Симхи Лібермана в стилі неоренесансу. Сьогодні цей будинок більше відомий як осідок Спілки письменників України. У 1989 році в ньому засновано Народний рух України за перебудову.

## Спорудження
Восени 1879 року київський міський архітектор Володимир Ніколаєв, автор багатьох київських споруд різного призначення, зокрема й особняків, затвердив проєкт одноповерхового, на взір «Г» у плані, кам'яного будинку, який мав бути зведений на місці дерев'яного, що пішов на злам у великій садибі на розі вулиць Інститутської та Банкової.
Садиба ця належала генерал-ад'ютанту Федору Трепову, незадовго до того — міському голові Санкт-Петербурга. Відомий він був зокрема тим, що 24 січня 1878 року в нього стріляла революціонерка Віра Засулич, протестуючи в такий спосіб проти покарання різками «землевольця» Боголюбова (Ємельянова). Ця акція справила сильне враження на тогочасне суспільство — суд присяжних виправдав терористку, а Трепов, маючи для цього певні мотиви, переїхав подалі від столиці — до Києва. Річ у тім, що ще 1870 року, у зв'язку з будівництвом залізничного мосту через Дніпро, архімандрит Видубицького монастиря о. Арсеній завбачливо звернувся до Трепова по допомогу, наголошуючи, що з пуском залізниці «перед очима в кожного з пасажирів, ніби представницею усієї святині Київської, буде наша Видубицька обитель, зовнішній вигляд котрої справляє сумне враження…». Скориставшись цим, Трепов дав згоду стати опікуном монастиря, зібрав добровільні пожертви на суму 12 715 рублів і виїхав до Києва.

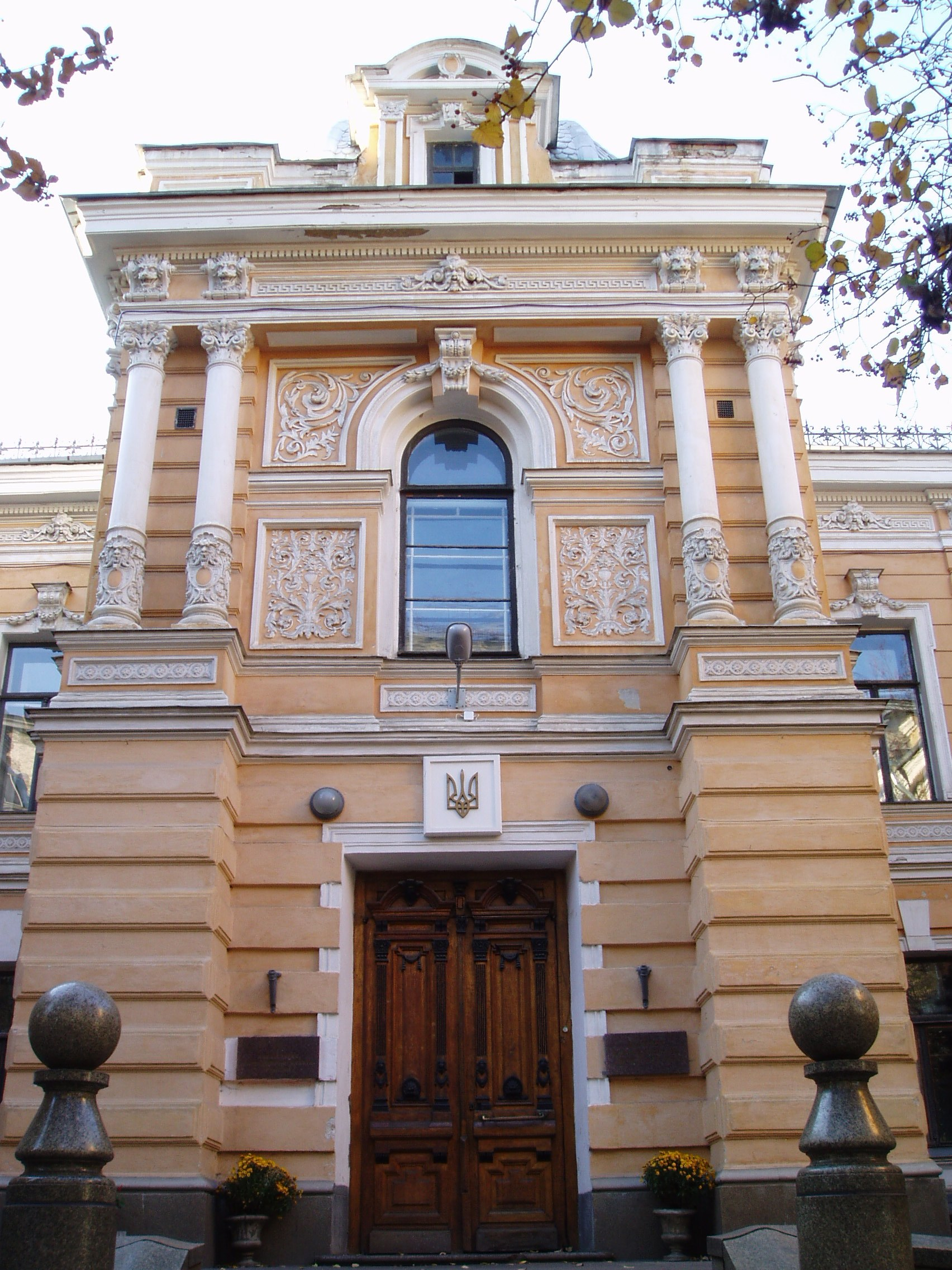
Центральна частина особняка Лібермана

У 1891 році син генерала Трепова, полковник Федір Трепов-молодший, спадкоємець і майбутній київський губернатор (згодом — генерал-губернатор), подав до міського кредитного товариства прохання відкрити кредит на 27 років і 6 місяців під заставу садиби на Банковій, 2.
З опису нерухомого майна, що докладався до прохання, видно, що особняк залишався так само Г-подібним, але мав два поверхи. Увесь підвальний поверх належав власнику, полковнику Трепову-молодшому. Там було шість кімнат, коридор і кухня. На першому поверсі була одна квартира з 11 кімнат, з передпокоєм, ванною, коморами. Верхній поверх займала друга квартира — з 13 кімнат. З вулиці до будинку була прибудована дерев'яна тераса.
Обидві квартири будинку здавалися в оренду. Річна плата за кожне помешкання сягала 2500 рублів. З 1889 по 1896 рр. тут мешкав із родиною генерал-губернатор Олексій Ігнатьєв.

## Перебудова

### Новий власник
У середині 1890-х рр. садиба на Банковій, 2 переходить у власність до київського 1-ї гільдії купця, цукрозаводчика Симхи Лібермана.
Родина Ліберманів оселилася в Києві в 1870-х рр. Голова родини, купець із міста Василькова, згодом київський 1-ї гільдії купець Іцко-Янкель Ліберман, придбав восени 1876 року садибу на Подолі (вул. Нижній Вал, 29), де був кам'яний двоповерховий будинок і флігель.
У Василькові в Іцка Лібермана також лишилася нерухомість: кілька будинків і магазин. За заповітом купця, усе його майно, оцінене в 100 тисяч рублів сріблом, переходило в спадок до єдиного сина — Симхи Лібермана. Після смерті батька в 1882 році, Симха Ліберман із родиною проживав на Подолі до 1896 року, а потім придбав дві садиби на престижних Липках — по Банковій, 2 й Інститутській, 8.

### Новий проєкт

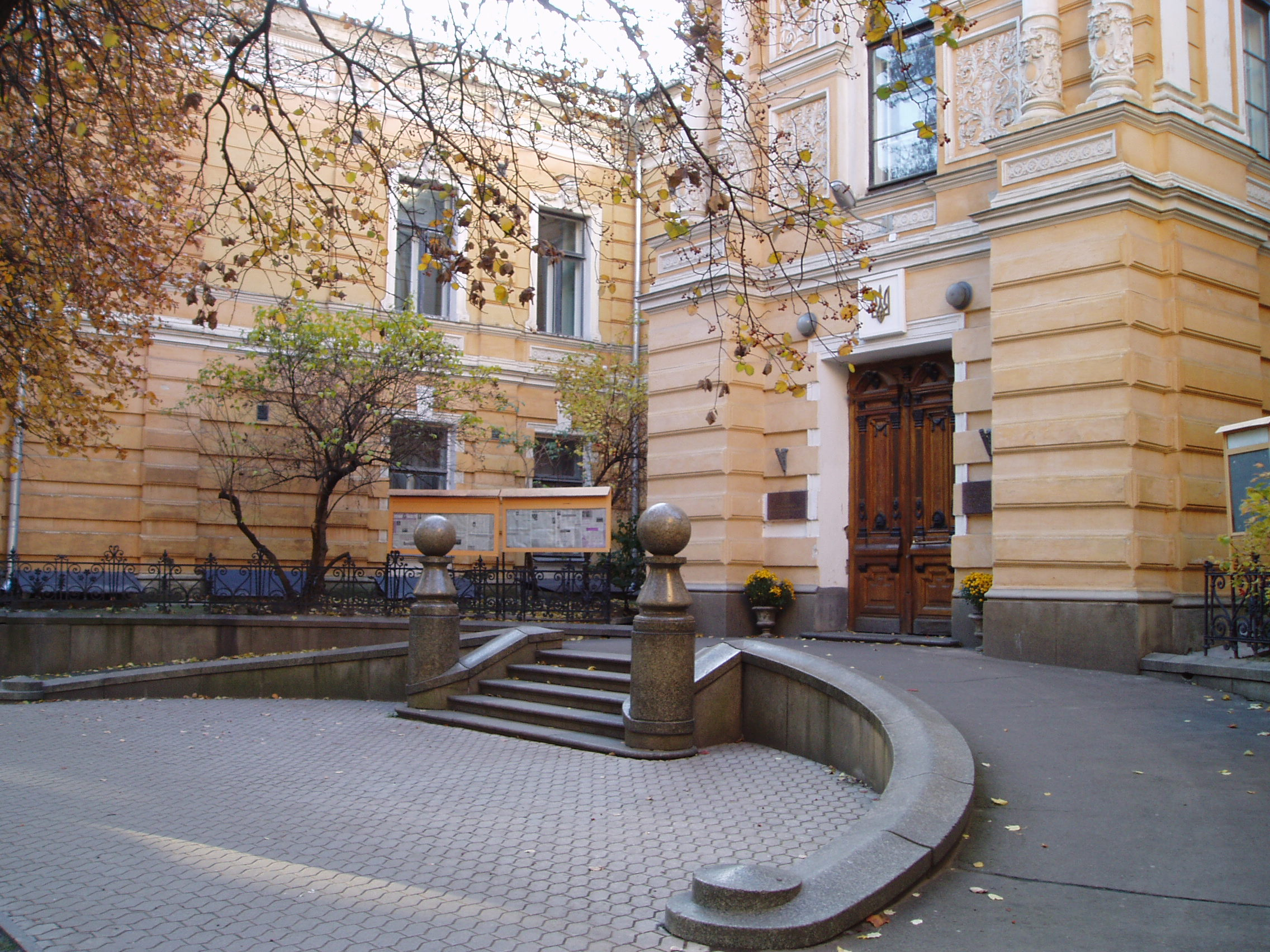
Парадний вхід до будівлі

У 1898 році Симха Ліберман приступив до побудови на Банковій, 2 двоповерхового будинку, замовивши тому ж Володимиру Ніколаєву проєкт реконструкції особняка. Було добудовано бічне, ліве крило, й особняк набув симетричного, уже Е-подібного плану і фасадів з розвинутими бічними ризалітами та центральним, меншим ризалітом, де розмістилися парадні сходи. Аби надати зовнішньої величі фасаду, парадний вхід було піднято вище від рівня підлоги першого поверху, улаштовано двосторонні пандуси й центральні сходи, фланковані кулястими тумбами з полірованого сірого граніту.
Таким чином, згідно з новим проєктом Ніколаєва, будинок набув цілісного завершеного вигляду багатого особняка-палацу. Обабіч простягнувся розроблений архітектором міцний цегляний мур з ажурними ґратами на пілонах. Цей мур охопив усю простору садибу із садом і господарським подвір'ям. Останнє досьогодні сполучається з вулицею Банковою величною брамою і парою хвірток, виконаних із художньо кованого металу.
На подвір'ї особняка Лібермана були збережені в дещо переробленому вигляді так звані служби: екіпажний сарай, стайня, цегляна льодовня, комори, дров'яники. Окремо, торцем до вулиці, стояв двоповерховий, старої київської архітектури, будинок — дерев'яний, за українським звичаєм потинькований і побілений, з різьбленним піддашшям, з гарними чавунними сходами.
Володимир Ніколаєв надав своєму творінню на Банковій, 2 характерних рис модного на той час не тільки в Києві стилю неоренесанс: пишне ліплення, орнаментальні рельєфи, рустування, розвинутий антаблемент, криті цинковою «лускою» шатрові завершення, кований метал.

## Інтер'єр особняка

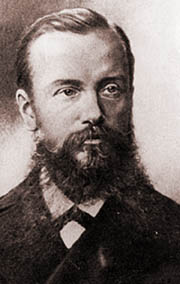
Архітектор Володимир Ніколаєв

Згідно з авторськими кресленнями центральний парадний вхід мав бути на рівні першого поверху. Під час будівництва з'явилися пандуси — заради повного відокремлення обох поверхів — і функціонально, й із суто побутових міркувань. До покоїв першого поверху потрапляли крізь два окремі входи, розташовані в крилах будівлі. Ліворуч містилися службові кабінети, бухгалтерія і каса — контора трьох цукрових заводів: Бугаївського, Іванківського другого й Топорівського, що належали Ліберману. По центру в правому крилі першого поверху було помешкання з парадним входом із вулиці, у центрі ризаліту праворуч. Тут були кабінет, вітальня, будуар, дві дитячі кімнати, спальня, туалет.
На другий поверх потрапляли з вулиці через центральний парадний вхід. У просторому тамбурі, за широкими важкими дверима й сьогодні можна побачити власне відображення у великих опозитних дзеркалах, установлених дуже точно. За другими дверима знаходиться вестибюль, звідки широкі мармурові сходи вели прямо на майданчик, де нині розкрито проходи до бічних холів першого поверху, але — зі сходами донизу. А на другий поверх ведуть положисті й широкі мармурові сходи, огороджені ажурними сталевими ґратками із закомпонованими в них ініціалами господаря особняка — «SL» (Симха Ліберман).
На другому поверсі, ідучи від правого до лівого крила, були кабінет, зала, вітальня, будуар, приймальня, їдальня, буфет, спальня, кімната для прислуги, туалет, ванна й чотири дитячі кімнати. В одному з приміщень другого поверху була молільня з розсувною стелею, котру використовували раз на рік — для ритуальних потреб під час юдейського свята Суккот, коли віряни весь тиждень мають жити просто неба.
На другому поверсі будинку мешкав сам господар, а на першому — його одружена донька.
Інтер'єри майже всіх приміщень обох поверхів особяка Лібермана відзначаються насиченим декором: ліпні стелі, карнизи, різьблені двері, художньої роботи кахляні груби, мармурові підвіконня, латунні віконні й дверні прибори, інкрустований паркет. У декоративному оздобленні будинку простежуються риси ренесансу, бароко, класицизму, мавританського мистецтва.
Особливістю помешкань особняка є саме наявність пишно декорованих груб (на сьогодні збереглося 17) — різних за формою, кольором, стилем. Так, на другому поверсі в приймальні, декорованій під готику, знаходиться зелена «готична» груба-камін; у вітальні — біла кругла, у залі та їдальні — кутові, а в кабінеті — каміни. Груби облицьовані полив'яними різнокольоровими кахлями, прикрашені медальйонами, головами міфологічних істот, геральдичними символами, маскаронами тощо.
Підвальний поверх у лівому крилі був призначений для кухні, комор, винних льохів тощо. Сюди ж вів бічний хід знадвору.

## Часи української революції

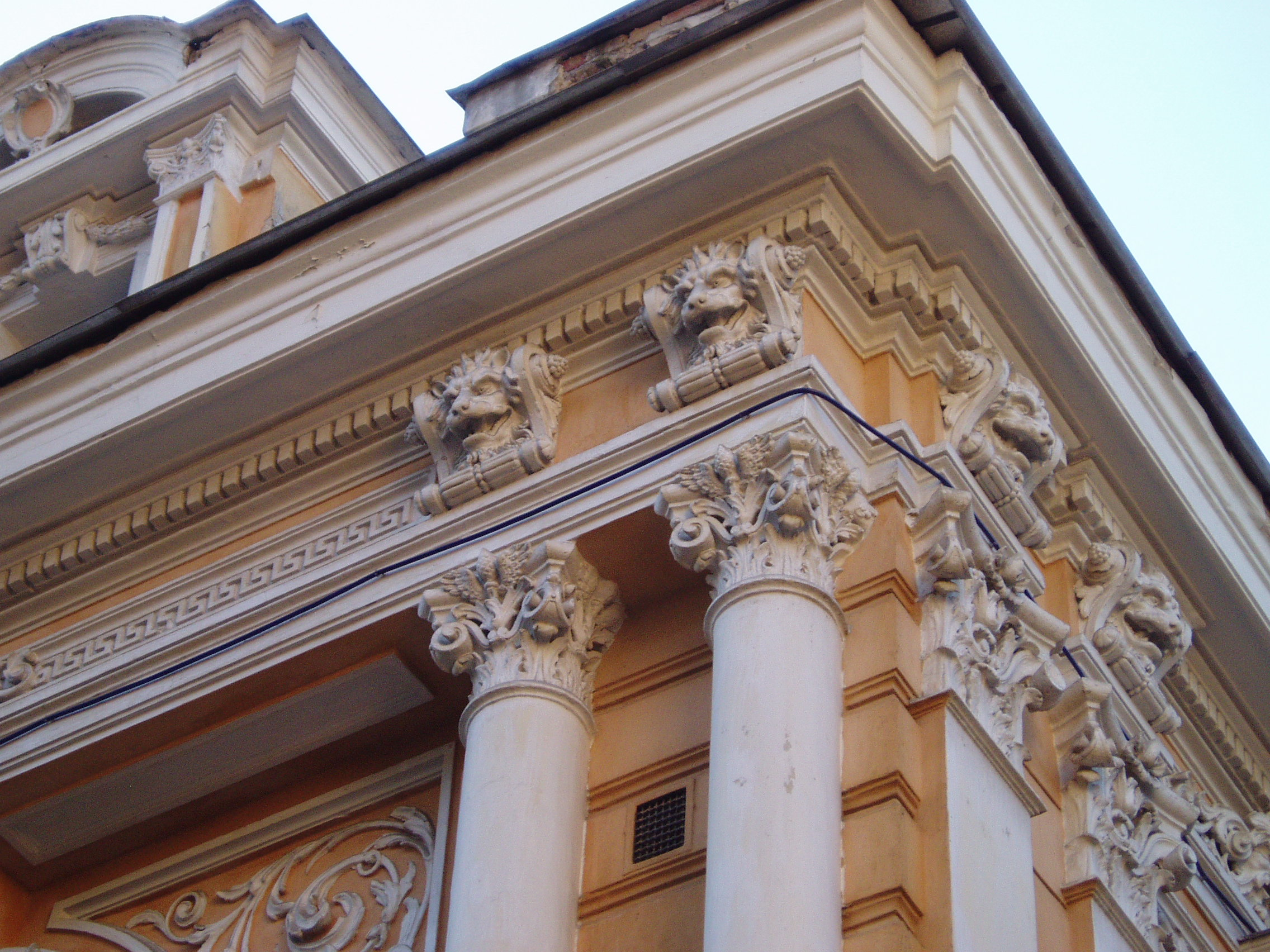
Особняк Лібермана: деталі фасаду

З початком у 1917 році Української революції для особняка розпочалися несприятливі часи.
З листа до фінансового відділу міської управи від 5 квітня 1918 року, підписаного управителем будинку по Банковій, 2 Г. Поліщуком (мешкав там само), видно, що у квітні 1918 року військове міністерство Української Народної Республіки реквізувало майже всі приміщення особняка, а німецька влада зайняла особняк Ліберманів зі сторони вул. Інститутської.
Після смерті Симхи Лібермана 18 вересня 1917 року, за визначенням Київського окружного суду від 30 листопада 1918 року, тобто вже за часів Гетьманату, нерухомість на розі Інститутської та Банкової перейшла до трьох дітей покійного. Але того ж року особняк був зайнятий контррозвідкою штабу Київського військового округу, що містився неподалік — на Банковій, 9.
У квітні 1919 року, вже при більшовиках, особняк зайняв Київський військово-окружний комісар. Утім, восени 1919 року до Києва вдерлися денікінці. 6 жовтня 1919 року ними був убитий старший син Симхи Лібермана, котрого відспівали «у власній синагозі», тобто в молельні на Банковій, 2, про що повідомила газета «Киевская жизнь».

## Радянська доба

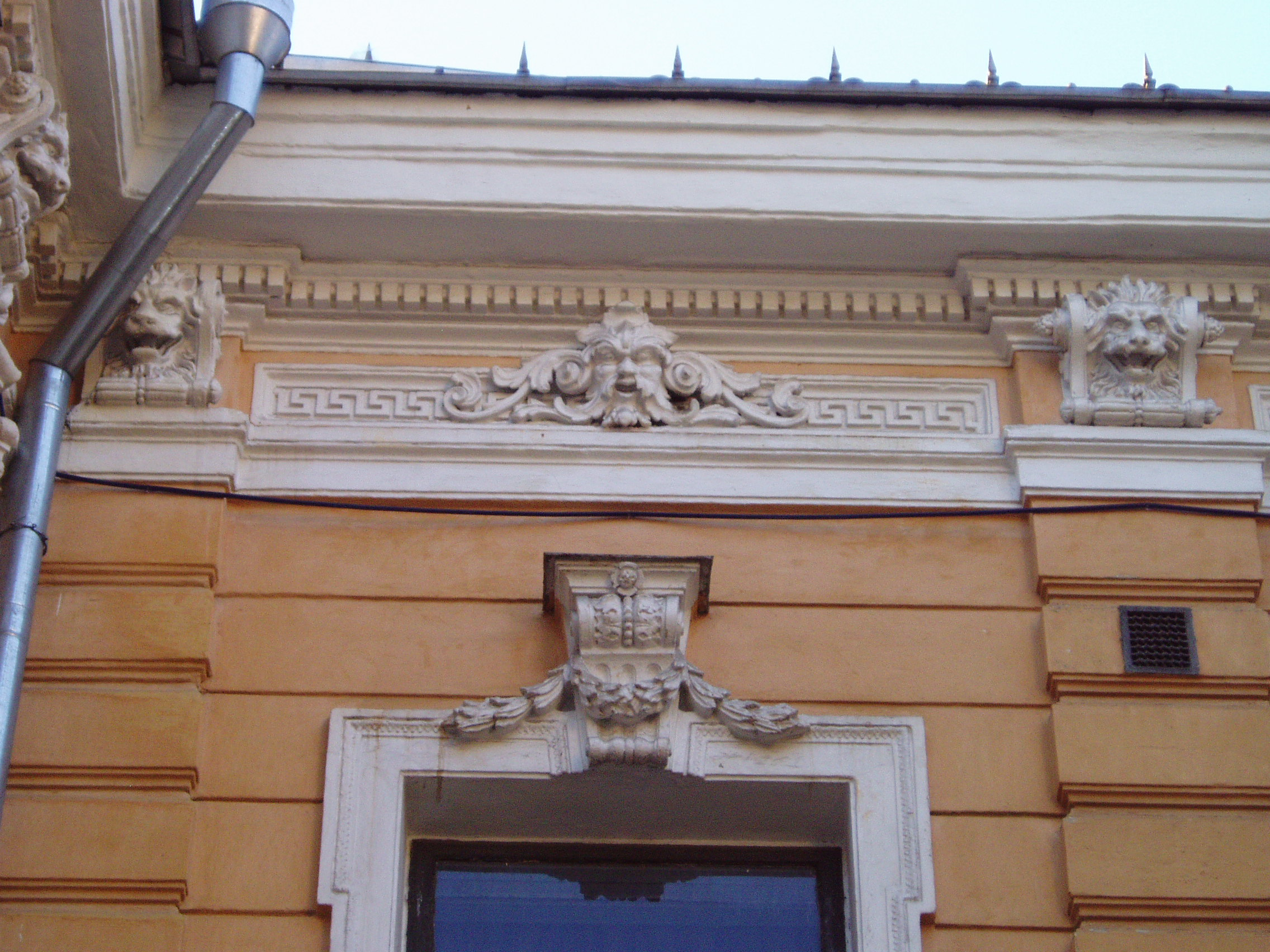
Особняк Лібермана: деталі фасаду

З остаточним установленням в Україні радянської влади, особняк Лібермана у 1922–23 рр. займала військова цензура КО ДПУ штабу КВО.
У 1929–30 рр. тут містилася дитяча консультація Охматдиту, дитячий садочок і ясла для дітей безробітних імені Надії Крупської. А коли влітку 1934 року столиця УРСР переїхала з Харкова до Києва, тут деякий час містився Раднарком республіки, про що довго нагадував герб УРСР над порталом особняка, знятий аж у середині 1990-х рр. Перед війною тут діяв міський будинок пропаганди й агітації імені Сталіна.
Уже в повоєнний час на Банковій, 2 містився Комітет у справах мистецтв при Раді Міністрів УРСР, а від 1953 року — Спілка письменників України. Тут розпочинали свою публічну творчість такі відомі класики української літератури як Іван Драч, Ліна Костенко, Іван Світличний. Саме в цьому приміщенні в 1989 році зародився Народний рух України за перебудову, що пізніше трансформувався у політичну партію.

## Новітній час
За часів незалежної України, у 2003–2004 рр., будівля особняка Лібермана опинилася в центрі політичного протистояння між тогочасною українською владою і опозиційним блоком «Наша Україна» Віктора Ющенка.
29 жовтня 2003 року в етері телеканалу «1+1» пролунало повідомлення про те, що Спілка письменників України висловила недовіру своєму голові — Володимиру Яворівському, що на той час був народним депутатом і входив до складу фракції Блоку Віктора Ющенка «Наша Україна». Яворівському закидали «надмірну політизацію діяльності НСПУ». Також повідомлялося про те, що новим головою НСПУ обрали Наталію Околітенко — заступницю редактора видання «Натураліст — все про довкілля». У відповідь на ці дії, Володимир Яворівський 30 жовтня звернувся із заявою до тодішнього міністра юстиції Олександра Лавриновича, де просив визнати недійсними рішення зборів групи письменників щодо його відставки і внесення змін до статуту організації. З аналогічним позовом проти «групи Околітенко» Яворівський звернувся до Святошинського районного суду Києва.

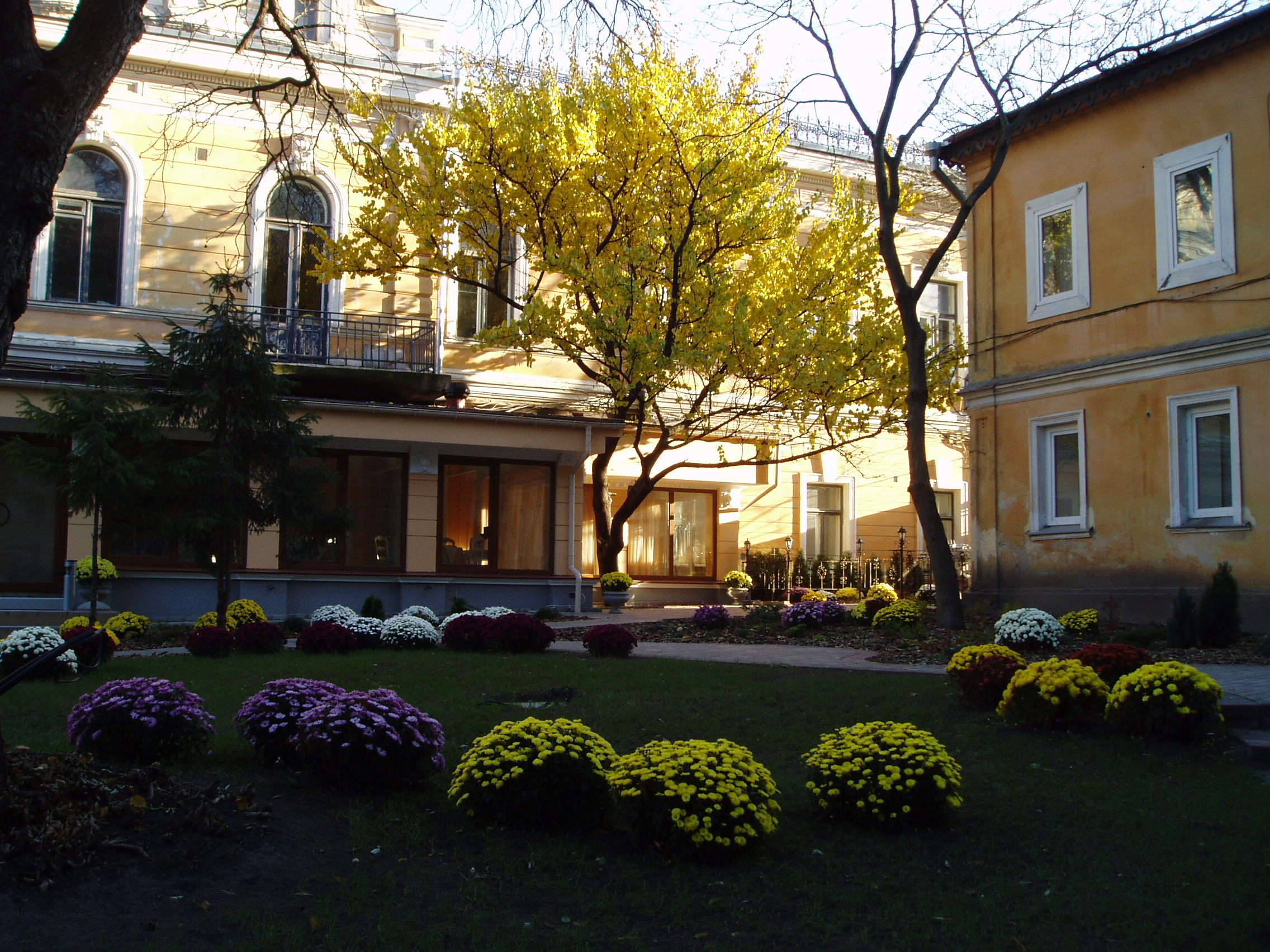
На задньому дворі особняка

Як виявилося пізніше, збори, що обрали Наталію Околітенко головою НСПУ, були нелегітимними, а учасників цих зборів звозили автобусами адміністрації Президента. Головною метою всієї операції учасники протистояння з боку опозиції так чи інакше визнавали не лише політичну позицію, що її на той час займала НСПУ, а й будинок Спілки письменників на Банковій, 2. Зокрема, у своєму коментарі 26 лютого 2004, Володимир Яворівський заявляв: 
| Не думаю, що Медведчука[10] та компанію аж так цікавить будинок у Ялті, старий, запущений, чи в Коктебелі, чи Одеський будинок творчості… Їх, звичайно, цікавить будинок на Банковій»[11]. |
Бажання державних чиновників привласнити приміщення колишнього особняка Лібермана підтверджували й одні з перших заяв «новообраної» голови НСПУ Наталії Околітенко, котра одразу після нелегітимних зборів наприкінці жовтня 2003 року задекларувала намір здійснити продаж певної частини майна Спілки письменників, щоб отримати кошти для друку творів членів НСПУ.
Загалом щодо будівлі існувало дві основні версії подій:
- Володимир Яворівський наголошував на тому, що будинок Спілки письменників «впав в око адміністрації Президента України, а також Надзвичайному та Повноважному Послу РФ Віктору Чорномирдіну»[11].
- Юлія Тимошенко стверджувала, що атака на НСПУ відбувалася через те, що у приміщенні Спілки письменників Президент України Леонід Кучма планував відкрити власний фонд, який збирався очолити після відставки з посади президента[12].

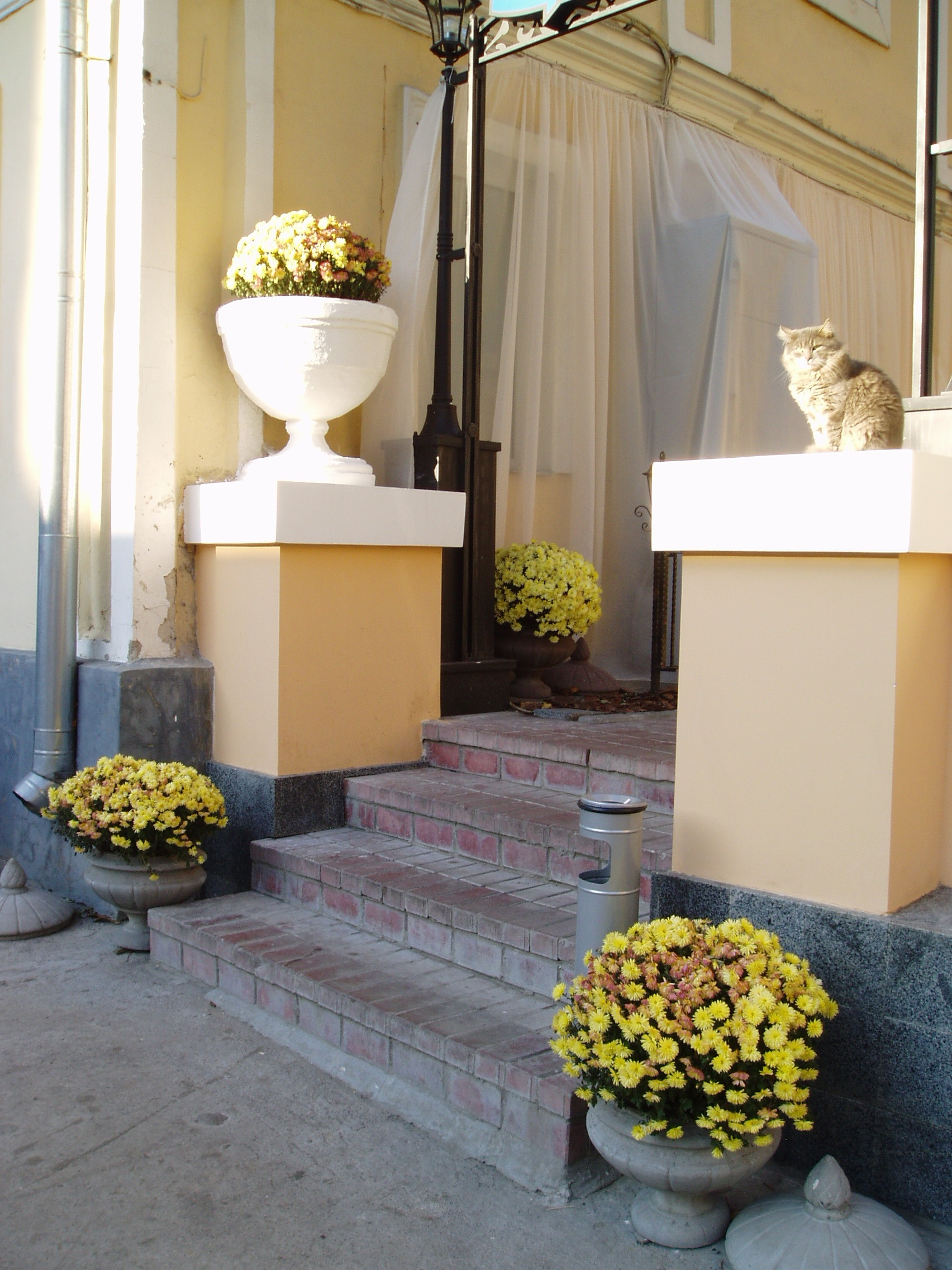
Вхід на задній двір

Не оминули в цей час особняк Лібермана й силові акції. У ніч із 2 на 3 листопада 2003 року, будинок Спілки письменників України було захоплено озброєними автоматами людьми. Приблизно о 24:00 група людей у цивільному вибила двері в актовий зал будинку, після чого відкрили парадний вхід озброєним особам. Офіційною мотивацією їхніх дій називалося «повідомлення про замінування». Чергова Спілки, що чинила опір, викликала міліцію, проте правоохоронці, прибувши на місце, затримали її саму й відвезли до відділення міліції. Коли на місце події прибув Володимир Яворівський, то жоден із правоохоронців на запитання голови НСПУ нічого пояснити не зміг.
Ще одна силова акція очікувалася 27-28 лютого 2004 року, напередодні З'їзду Національної спілки письменників України, оголошеного Яворівським. Аби запобігти захопленню, у приміщенні Спілки в ніч перед з'їздом чергували письменники й народні депутати від опозиційних політичних сил.
Остаточно протистояння навколо Будинку Спілки письменників України закінчилося 26 серпня 2004 року, коли після тривалої судової тяганини, колегія суддів Верховного Суду України задовольнила клопотання НСПУ про незгоду з попередніми судовими рішеннями, які підтверджували керівництво НСПУ Наталією Околітенко.
На сьогодні приміщення колишнього маєтку Лібермана лишається центральним осідком Національної спілки письменників України. Щороку тут проводиться від 200 до 250 різноманітних творчих заходів — від творчих вечорів до майстер-класів молодих авторів. Через складний матеріальний стан, керівництво НСПУ вимушене здавати частину приміщень будинку в оренду комерційним структурам. На задньому дворі будинку Спілки письменників нині діє приватний ресторан.
У маєтку відбувається курований вінтажний маркет — Kyivness. Основна мета маркету — підтримка культури раціонального споживання в Україні, створення прогресивного уявлення про вінтаж і секонд-хенд.

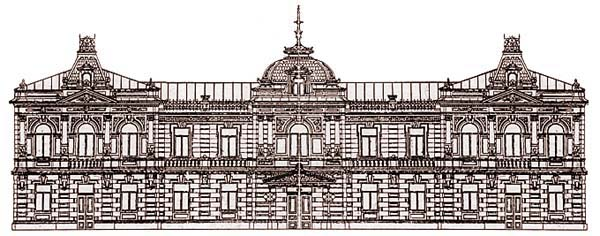
Загальний архітектурний проєкт особняка

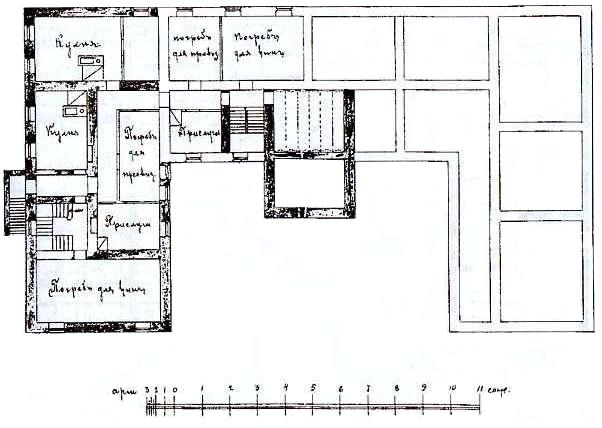
План підвального поверху особняка
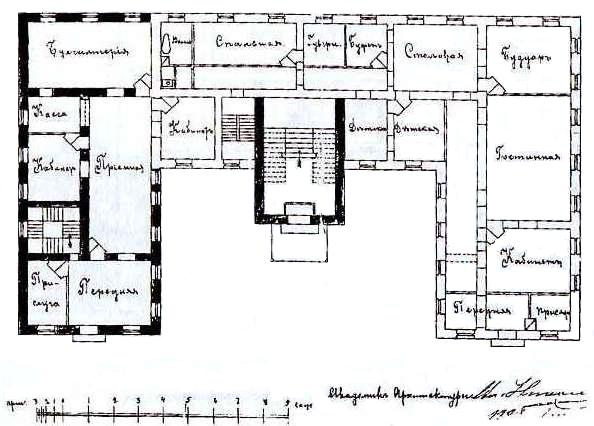
План першого поверху з автографом В. Ніколаєва
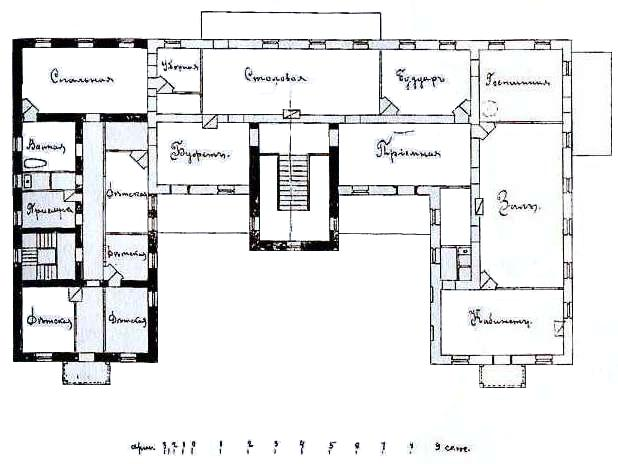
План другого поверху особняка

## Пошкодження під час атаки на Київ
1 січня 2025 року, в ході російсько-української війни, Будинок письменників постраждав під час атаки «Шахедами» на урядовий квартал міста Києва.
31 січня 2025 року, згідно повідомленням Департаменту охорони культурної спадщини КМДА, у Києві створено комісію з метою проведення огляду технічного стану та визначення ступеня пошкодження будівлі внаслідок атаки 1 січня 2025 року.